# منشأة المعصرة
قرية منشأة المعصرة هي إحدى القرى التابعة لمركز الفتح في محافظة أسيوط في جمهورية مصر العربية. حسب إحصاءات سنة 2006، بلغ إجمالي السكان في منشأة المعصرة 3491 نسمة، منهم 1791 رجل و1700 امرأة.